# Paramelita seticornis
Paramelita seticornis is een vlokreeftensoort uit de familie van de Paramelitidae. De wetenschappelijke naam van de soort is voor het eerst geldig gepubliceerd in 1927 door K.H. Barnard.